# Рисоводство в Никарагуа
Рисоводство является одной из отраслей сельского хозяйства Никарагуа.

## История
Рис на протяжении длительного времени является одной из главных пищевых культур в стране, но он выращивается не на экспорт, а для внутреннего потребления.
В 1890-е годы рис выращивали на западе страны, в то время он входил в число пищевых культур для потомков европейских колонистов (но не для обитавших на территории Никарагуа индейских племён). В 1909 году рис также входил в число основных культур.
В период с 1912 до 1925 года и с 1926 по 1933 год Никарагуа была оккупирована войсками США. В конце 1930-х годов Никарагуа была отсталой аграрной страной (фактически колонией США), основой экономики которой являлось выращивание кофе и бананов. Для внутреннего потребления выращивали маис, бобы, пшеницу и рис (однако продовольствия не хватало и его приходилось импортировать из США).
В 1950-х годах Никарагуа являлась слаборазвитой аграрной страной, экономика которой специализировалась на выращивании на экспорт кофе и бананов, однако главными продовольственными культурами являлись кукуруза, бобы, рис и овощи.
В 1954 году сбор риса составил 28 тыс. тонн, в 1956 году — 34 тыс. тонн, в 1961 году — 36,2 тыс. тонн, в 1962 году сбор риса составил 37 тыс. тонн.
В первой половине 1960-х годов основными товарными культурами страны являлись кофе, хлопок и сахарный тростник, меньшее значение имели рис, кунжут, табак, какао и бананы. В этот период кукуруза являлась основной продовольственной культурой страны, второе место по значимости занимали бобы, в засушливых районах преобладали просо и сорго. Рис выращивали в западной части страны (на неорошаемых землях на равнинных и предгорных участках местности, поэтому урожаи его были невелики и годовой сбор не превышал 40 тыс. тонн).
В 1965 году сбор риса составил 30,2 тыс. тонн.
По состоянию на начало 1970-х годов, Никарагуа оставалась экономически отсталой аграрной страной, специализировавшейся в основном на производстве экспортных сельскохозяйственных культур (кофе, бананы и хлопок) со слаборазвитой промышленностью. Основными продовольственными культурами по-прежнему оставались кукуруза, фасоль и рис, которые выращивали в основном в низменностях.
После победы Сандинистской революции 19 июня 1979 года правительство страны приняло закон о национализации собственности семейства Сомоса, и к 16 октября 1979 года все принадлежавшие семейству Сомоса плантации были национализированы, часть земель была сразу же передана крестьянам, тем самым снизив «земельный голод» в стране. В том же 1979 году был создан институт аграрной реформы (INRA) и началась подготовка к проведению аграрной реформы.
В январе 1980 года правительством была принята «Чрезвычайная программа по восстановлению экономики на 1980—1981 годы». Приоритетами национальной экономической политики 1980 года стали увеличение производства традиционных экспортных продуктов (хлопка, кофе, табака, сахара и мяса), строительство, создание 90 тыс. новых рабочих мест и ликвидация неграмотности среди населения старше 10 лет. Одновременно была принята программа обеспечения населения базовыми продуктами питания (рисом, фасолью и кукурузой).
В июле 1981 года был принят закон о проведении аграрной реформы (декрет № 782 от 19 июля 1981 года), о экспроприации плохо используемых или пустующих земельных участков площадью свыше 350 га на Тихоокеанском побережье и свыше 1000 га — в иных районах страны. В сентябре 1981 года был принят закон о сельскохозяйственных кооперативах.
В 1984 году началось выполнение следующего этапа аграрной реформы, в соответствии с которым на территории страны предполагалось создать шесть крупных агропромышленных комплексов (комплекс по выращиванию основных зерновых культур, комплекс по производству сахара, комплекс по производству табака, комплекс по производству какао, молочный комплекс, а также комплекс по выращиванию африканской пальмы).
В дальнейшем, в условиях организованной США экономической блокады и начавшихся боевых действий против «контрас» положение в экономике осложнилось. С целью обеспечения независимости Никарагуа от импорта продовольствия при помощи СССР, Кубы и других социалистических стран в 1980-е годы началась диверсификация сельского хозяйства.
25 февраля 1990 года президентом страны стала Виолета Барриос де Чаморро, при поддержке США начавшая политику неолиберальных реформ, в результате которых в стране начался экономический кризис. К началу 2000-х годов ситуация в экономике стабилизировалась. Никарагуа вновь превратилась в аграрную страну, основой экономики которой стало сельское хозяйство.
В 2010 году главными потребительскими культурами страны являлись кукуруза (урожай 2010 года — 0,5 млн тонн), рис (урожай 2010 года — 300 тыс. тонн), фасоль (сбор свыше 180 тыс. тонн в год) и сорго (сбор около 96 тыс. тонн в год).

## Современное состояние
Рис входит в некоторые блюда никарагуанской кухни.